# De administrando imperio
О управљању царством (лат. De administrando imperio) или Спис о народима је назив који се у историјској науци користи за историографско дело које је настало средином 10. века, а написао га је византијски цар Константин VII Порфирогенит (945–959) уз помоћ учених сарадника. Дело је настало са намером да буде спољнополитички приручник царевом сину и наследнику Роману II (959–963). Спис представља један од најважнијих извора за историју Византијског царства и суседних народа, а такође се сматра и најзначајнијим извором за рану средњовековну историју српског народа.

## Настанак дела
Константин VII Порфирогенит (913—959) био је рано удаљен (од 920) од могућности да стварно влада државом, а заинтересовао се за разне науке и уметности. Око себе окупио византијске учене људи из различитих области са којима је радио на састављању дела компилаторског и енциклопедијског карактера. Константин VII и његови сарадници писали су неколико недовршених дела: О темама (грч. Περί θεμάτων Άνατολῆς καί Δύσεως или лат. De thematibus), О церемонијама (лат. De Ceremoniis Aulæ Byzantinæ или грч. Περί τῆς Βασιλείου Τάξεως), О управљању царством, а завршили су биографију утемељивача Македонске династије, Константиновог деде, Василија I . Уколико није лично састављао ова дела, цар Константин VII Порфирогенит је био главни инспиратор и мецена круга интелектуалаца који је дела писао.
Спис О управљању царством је цар наменио свом сину Роману II и, по свему судећи, није му наменио неки посебан наслов. У историјској науци спис се обично назива О управљању царством (лат. De administrando imperio или скраћено DAI) што је наслов који му је 1611. наденуо први приређивач штампаног издања холандски класичар Јохан ван Меурс (лат. Johannes Meursius). Сам наслов, иако не одговара садржају дела, одржао се до данас. Према различитим унутрашњим анализама самог дела DAI сматра се да је написано између 948. и 952. године.

## Структура дела, књижевни стил и извори
Унутрашњом анализом дела установљено је да делу О управљању царством претходило дело које се у науци обично назива О народима (грч. Περί Έθνῶν). Док је дело О темама спис о настанку тема, византијских административно-војних јединица, односно о историјској географији самог царства, дотле је дело О народима посвећено народима који су постепено освојили византијске територије (Арапима, Лангобардима, Словенима, Печенезима, Угрима, Млечанима). Овај део DAI, написан највероватније током пете деценије 10. века, чине поглавља од 14. до 42. поглавља. Остала поглавља углавном представљају савете и политичке смернице илустроване савременим или недавним примерима из дипломатске историје Византије. Поглавља 1-8. 10-12. баве се политиком према Печенезима и Турцима, поглавља 43-46 баве се у оно време актуелним питањима везаним за Грузију и Јерменију, док се поглавља 49-52 доносе конкретне савете о успостављању администрације и пореског система у новоствореним провинцијама. Самим тим, О управљању царством представља компилаторско дело које се састоји од два неједнака дела, првог, односно старијег по времену настанка, који се бави историјом и традицијом о Византији суседним народима, и другог, које доноси политичке и дипломатске директиве.
Пошто је DAI писан као дело намењено интерном кругу на царском двору, писано је неумивеним и грубим стилом, без много финеса карактеристичних за грчки језик коришћен у византијској књижевности. Самим тим, због неуједначености језика и извесне двозначности терминологије DAI је остао дело отворено за различита тумачења и преводе у данашњој науци.
Сматра се да је приликом писања дела Константин VII Порфирогенит користио читав низ данас изгубљених извора што самом спису О управљању државом даје практично непроцењиву вредност. На првом месту, цар-писац се користио бројним званичним писмима и извештајима која су за цариградски двор писали византијски војни и цивилни намесници, као и дипломате и уходе. На располагању су му била и слична документа из царске архиве која су сведочила о ранијим епохама. У случајевима поглавља посвећеним Кијевским Русима, Печенезима и Далмацији сматра се да су коришћена усмена сведочанства која су у Константинопољ доставила дипломатска посланства. Од познатих наративних извора сам Константин Порфирогенит је записао да је у изради 21. поглавља користио Хронику Теофана Исповедника са почетка 9. века.

Српски историчар Тибор Живковић је говорио: 
Тек недавно, показао сам да је то што Порфирогенит говори о сеоби Срба и Хрвата, заправо знатно осакаћени препис из једног другог списа, насталог несумњиво у Риму, око 878. године, највероватније испод пера Анастасија библиотекара, готово столеће пре но што је учени цар живео. Ово откриће отворило је читав низ питања и могућности тумачења српско-хрватске сеобе.

## Сачувани преписи
По свему судећи, О управљању царством је увек сматран за поверљив тајни документ у коме су смернице и методе византијске спољне политике изложене без реторских украса и улепшавања. Поједини подаци о приликама у Јерменији стигли су у Цариград тајним каналима и цар свакако није био вољан да јавност открије своје изворе информација. Такође, критика коју је Константин Порфирогенит изнео на рачун свог таста и савладара Романа I Лакапена није била намењена јавности. Каснији византијски извори не спомињу О управљању царством, што показује да спис није циркулисао међу ширим круговима византијске интелектуалне елите..
Из византијских времена сачуван је само један препис дела и то из позног 11. века. Овај препис сачинио је извесни Михаило, поверљиви секретар цезара Јована Дуке. На основу тога се мисли да је дело употребљавано као приручник на царском двору и у 11. веку. Рукопис је почетком 16. века преко Крфа стигао у Италију и једно време је био у власништву француске краљице Катарине Медичи. У Париску краљевску библиотеку је доспео 1599. и од тада је обележен као Codex Parisinus gr. 2009. У историјској науци се овај Париски препис скраћено назива „P“.
Током 16. века према тзв. Париском препису израђена су још два преписа. Старији је израђен 1509. на Крфу захваљујући хуманисти Антонију Епарху (1491—1571), да би се преко Хајделберга на крају 1623. нашао у Ватиканској библиотеци где је заведен као Codex Vaticanus-Palatinus gr. 126, односно скраћено рукопис „V“ . Млађи препис, који је остао некомплетан, израдио је Андреа Дармари између 1560. и 1589. и данас се чува у Модени. Познат је као Codex Mutinensis gr. 179, односно рукопис „M“ .
У 16. веку израђен је још један препис који се данас такође чува у Паризу. У питању је Codex Parisinus gr.2967, познат као рукопис „F“, који је преписан према рукопису „P“. Преписивачки посао започео је Антоније Епарх, али је посао завршио пре 1529. Михаило Дамаскин са Крита .

## Издања и преводи
Прво издање приредио је Јохан ван Меурс 1611. и то према рукопису „V“ који се у то време још увек налазио у Хајделбергу. Ван Меурс је дело издао са преводом на латински језик и дао му назив De administrando imperio који се касније усталио. Ово издање је још једанпут прештампавано у 17. веку. Касније издање приредио је Дубровачанин Анселмо Бандури 1711. који је кориговао грчки текст у складу са најстаријим рукописом „P“. Бандурова редакција је доживела и два репринта и то 1729. и 1864. године. Најзначајније издање у 19. веку приредио је 1840. немачки филолог Имануел Бекер и издао га у чувеном Бонском корпусу византијске историографије и књижевности.
Припреме за репрезентативнију редакцију грчког текста почеле су у Великој Британији крајем 19. века, а читав пројекат су завршили Џенкинс и Моравчик 1949. године. Уз редиговани грчки текст, овом издању које је доживело неколико прештампавања, уређивачи су додали и превод на енглески језик и научни апарат.

## Значај
Дело је битно, између осталог, за проучавање историје Балканског полуострва, јер доноси прве писане податке о Србима и Хрватима и њиховом досељавању на Балкан.